# Микки Ди
Микки Ди (англ. Mikkey Dee, настоящее имя Микаэл Кириакос Делаоглу, швед. Micael Kiriakos Delaoglou, Михаил Кирьякос Делаоглу, греч. Μιχαήλ Κυριάκος Δελάογλου; род. 31 октября 1963, Гётеборг, Швеция) — шведский барабанщик, наиболее известный своим участием в хеви-метал-группах King Diamond и Motörhead с 1992 года до распада группы в 2015. С 2016 года по сей день играет в хард-рок-группе Scorpions.
Его отец — грек, а мать — шведка. Любимый барабанщик — Иэн Пейс.
После начала музыкальной карьеры с местными группами Nadir и Geisha, Микки в 1985 году приехал в Копенгаген, и присоединился к группе King Diamond. С ними он записал 4 альбома.
В 1990 году Микки играл с группой Don Dokken, был записан альбом Up from the Ashes.
Музыкант принял участие в записи альбома Motörhead — March or Die, сыграв на ударных для песни Hellraiser. В 1992 году Микки соглашается на предложение Лемми (звучавшее с 1985 года) о присоединении к Motörhead. Первый концерт в обновлённом составе состоялся 30 августа 1992 года, с тех пор Микки — бессменный член группы.
После смерти лидера Motörhead Лемми и распада группы, Микки в 2016 году присоединился к Scorpions, заменив Джеймса Коттака, выбывшего из-за проблем со здоровьем.
Снялся в клипе на песню «Paradise» шведской евродэнс-группы «E-Type».

## Дискография

### U.D.O.
- Holy (1999, неофициально)

### King Diamond
- Fatal Portrait (1986)
- Abigail (1987)
- Them (1988)
- Conspiracy (1989)

### Don Dokken
- Up from the Ashes (1990)

### Motörhead
- March ör Die (1992)
- Bastards (1993)
- Sacrifice (1995)
- Overnight Sensation (1996)
- Snake Bite Love (1998)
- We Are Motörhead (2000)
- Hammered (2002)
- Inferno (2004)
- Kiss of Death (2006)
- Motörizer (2008)
- The Wörld Is Yours (2010)
- Aftershock (2013)
- Bad Magic (2015)

### Helloween
- Rabbit Don’t Come Easy (2003)

### Scorpions
- Rock Believer (2022)

### Прочее
- «Sanitarium» на CD Metallic Assault CD: A Tribute to Metallica (2001)
- «Fear of the Dark» на Numbers from the Beast: An All Star Salute to Iron Maiden (2005)